# Solontsí (Rovenkí)
|  | Per a altres significats, vegeu «Solontsí». |

Solontsí - Солонцы (rus) - és un poble (un khútor) de l'óblast de Bélgorod, a Rússia. El 2010 tenia 32 habitants. Pertany al districte (raion) de Rovenkí.